# Хірург (роман)
«Хірург» (англ. The Surgeon) — детективний трилер Тесс Геррітсен. Перша книга серії романів про детектива Джейн Ріццолі та медичного експерта Мору Айлз. Вперше опублікований 2001 року.

## Сюжет
Серія жорстоких убивств сколихнула Бостон. За розслідування беруться Джейн Ріццолі та Томас Мур, детективи місцевої поліції. Маніяк, якого медіа охрестили «Хірургом», проникає до помешкань самотніх жінок та, заживо вирізавши скальпелем матки своїм жертвам, холоднокровно вбиває їх. Однак, жінки мають відповідати певному критерію — зазнати сексуального насильства (приблизно за 2 місяці до вбивства вони ставали жертвами зґвалтування). Загалом, Хірург до найдрібніших деталей імітує дії серійного вбивці, на ймення Ендрю Капра, якого два роки тому вбила одна з його жертв — доктор Кетрін Корделл. Подробиці про злочини Капри не розголошувалися у ЗМІ, тому таке точне наслідування ставить розслідування поліцейських у глухий кут.
За допомогою гіпнозу доктору Кетрін Корделл вдається згадати, що Карпа працював із напарником. Стає зрозуміло, що справжньою ціллю Хірурга є Кетрін — він жадає помститися за смерть свого товариша та довести до кінця незакінчену справу. Кожне нове вбивство наближає вбивцю до його справжньої мети. Зрештою він таки добирається до неї, але всі плани Хірурга зриває детектив Ріццолі, якій вдається його вистежити. Зрештою маніяка відправляють до в'язниці. А закінчується книга хепі-ендом — одруженням Кетрін Корделл та Томаса Мура, які закохалися один в одного під час розслідування.

## Персонажі
- Джейн Ріццолі — жінка-детектив із бостонського відділу розслідування вбивств;
- Томас Мур — детектив із Бостонського відділу поліції, колега Ріццолі;
- Кетрін Корделл — головний інтерн хірургічного відділення лікарні «Ріверленд», невдала жертва Ендрю Капри;
- Ендрю Капра — один із підлеглих інтернів Кетрін, маніяк та серійний вбивця;
- Воррен Гойт — спільник Ендрю Капри, відомий як Хірург.

## Український переклад
- Тесс Ґеррітсен. Хірург: роман. Переклад з англійської: Наталя Гоїн. Харків: КСД, 2016. 352 стор. ISBN 978-617-12-1462-0